# Pave Paul 5.
Pave Paul 5., egentlig Camillo Borghese (17. september 1552 – 28. januar 1621), sad som pave fra 1605, da han blev valgt, frem til sin død.
Han hørte til adelsslægten Borghese fra Siena. Borghese blev i 1596 kardinalpræst af Sant'Eusebio. Han var en fremstående kunstmæcen, og gennemførte det afsluttende byggeri af Peterskirken.
Hans problemer med handelsrepublikken Venedig indvarslede den nye tid. Af hensyn til handelen affandt Venedig sig med, at ikke-katolikker opholdt sig der. Byens styre forbød oprettelse af kirker, klostre og kirkens opkøb af grunde uden republikkens tilladelse. Et par gejstlige blev arresteret, og da Paul 5. derpå i 1606 forkyndte band og interdikt, afviste Venedigs førende teolog, Paolo Sarpi, sagen med, at gejstlige, der fulgte paven, begik en synd. Sarpi var ven af Galileo Galilei . Jesuiterordenen støttede derimod paven og blev udvist af Venedig. Da striden var ved at udvikle sig til en krig, hvor protestantiske lande ville have støttet Venedig, endte det dog med et forlig, som reelt var et nederlag for paven. Først 50 år senere fik jesuitterne atter adgang til byen. 